# 龕灯
龕灯（がんどう）とは、江戸時代に発明された携帯用ランプの一種。正面のみを照らし、持ち主を照らさないため強盗が家に押し入る際に使ったとか、目明かしが強盗の捜索に使ったとも言われ、「強盗提灯（がんどうちょうちん）」と呼ばれた。金属製、または木製で桶状の外観をしており、内側には二軸ジンバルにより2本の鉄輪が回転し、内側の鉄輪の中央に蝋燭が固定されており、龕灯をいかなる方向に振り回しても蝋燭は常に垂直に立って火が消えないような工夫がなされている。現代で言えば懐中電灯のような使い方ができる。明治時代に入ってからも使われていた。昭和戦前頃まで現役で使われていたと思われる。

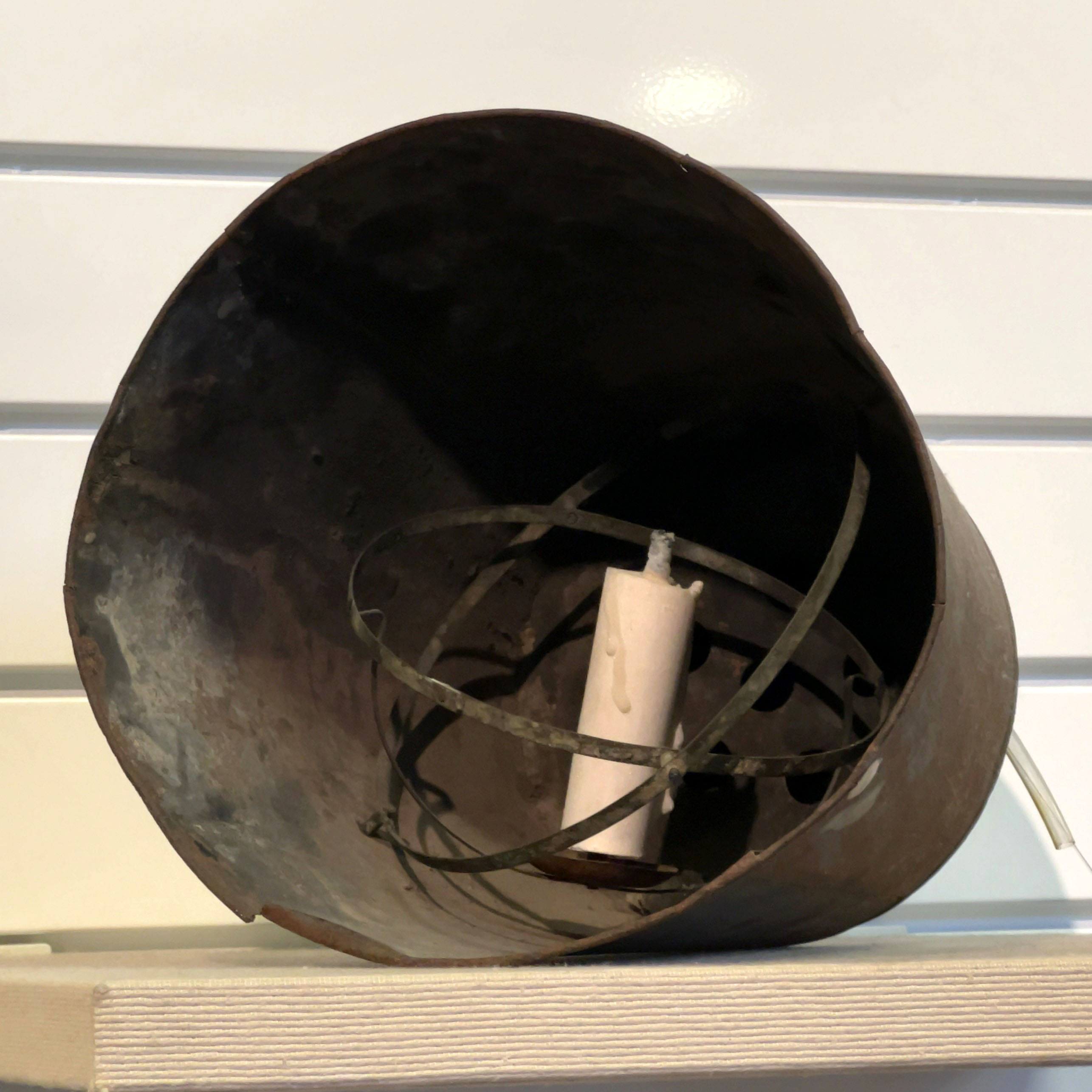
前面
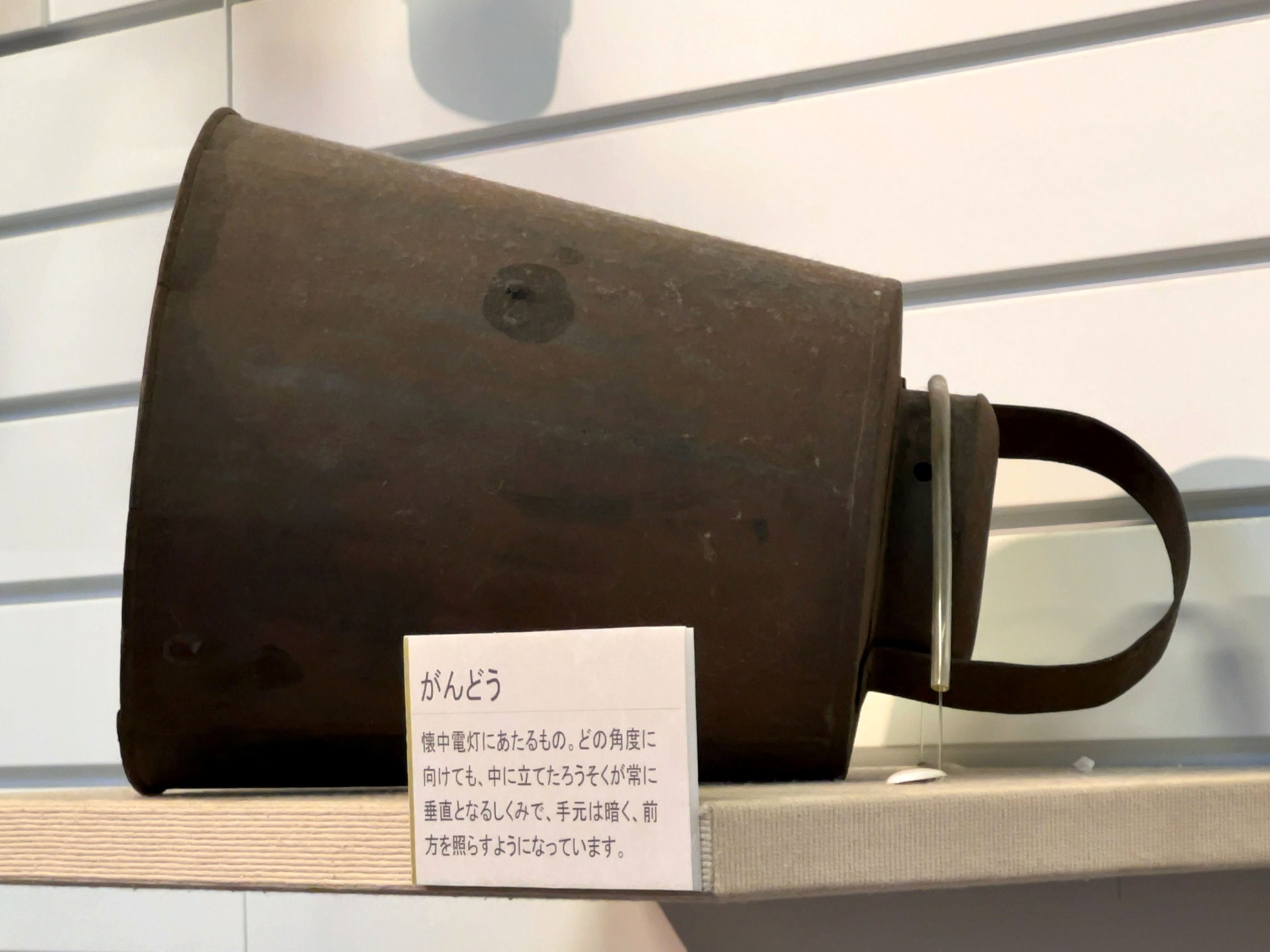
側面